# Bisdom Patti
Het bisdom Patti (Latijn: Dioecesis Pactensis; Italiaans: Diocesi di Patti) is een in Italië gelegen rooms-katholiek bisdom met zetel in de stad Patti in de provincie Messina op het eiland Sicilië. Het bisdom behoort tot de kerkprovincie Messina-Lipari-Santa Lucia del Mela en is, samen met het bisdom Nicosia, suffragaan aan het aartsbisdom Messina-Lipari-Santa Lucia del Mela. het bisdom heeft een oppervlakte van 1648 km².
In 2021 telde het bisdom ongeveer 163.000 katholieken die 97% van de totale bevolking vormden. Het bisdom telde toen 84 parochies bediend door 107 diocesane priesters.

## Geschiedenis
Het bisdom ontstond in 1399 toen paus Bonifatius IX het bisdom Lipari-Patti deelde. Het territorium op het eiland Sicilië werd vervolgens het bisdom Patti en de Liparische Eilanden werden het bisdom Lipari. In de 19e eeuw werd het gebied driemaal uitgebreid: in 1824 werden 23 gemeentes toegevoegd, in 1838 nog acht en nog drie in 1850.

## Bisschoppen
(sinds 1871)
- Ignazio Papardo del Parco, C.R. (1871-1874)
- Giuseppe Maria Maragioglio, O.F.M. Cap. (1875-1888)
- Giovanni Previtera (1888-1903)
- Francesco Maria Traina (1903-1911)
- Ferdinando Fiandaca (1912-1930)
- Antonio Mantiero (1931-1936)
- Angelo Ficarra (1936-1957)
- Giuseppe Pullano (1957-1977)
- Carmelo Ferraro (1978-1988)
- Ignazio Zambito (1989- 2017)
- Guglielmo Giombanco (2017-)